# Syddjurs (općina)
Syddjurs je općina u danskoj regiji Središnji Jutland.

## Zemljopis
Općina se nalazi u istočnom dijelu poluotoka Jutlanda, prositire se na 696,34 km2.

## Stanovništvo
Prema podacima o broju stanovnika iz 2010. godine općina je imala 41.392 stanovnika, dok je prosječna gustoća naseljenosti 59,44 stan/km2. Središte općine je grad Rønde.

### Veća naselja
| Veća naselja u općini |           |                    |
| Br.                   | Naselje   | Stanovnika (2010.) |
| 1.                    | Ebeltoft  | 7.559              |
| 2.                    | Hornslet  | 5.282              |
| 3.                    | Rønde     | 2.480              |
| 4.                    | Ryomgård  | 2.356              |
| 5.                    | Kolind    | 1.752              |
| 6.                    | Mørke     | 1.461              |
| 7.                    | Thorsager | 1.356              |
| 8.                    | Ugelbølle | 1.213              |
| 9.                    | Pindstrup | 719                |
| 10.                   | Nimtofte  | 616                |

## Vanjske poveznice
- Službena stranica općine